# Елисей (Джохадзе)
Митрополит Елисей  (в миру Эльдар Ражденович Джохадзе, груз. ელდარ რაჟდენის ძე ჯოხაძე; 16 февраля 1949, село Шкмери, Грузинская ССР — 16 марта 2015, Они, Грузия) — епископ Грузинской православной церкви, митрополит Никорцминдский.

## Биография
В 1966 году окончил среднюю школу, а затем профессионально-техническое училище. Работал на заводе. В 1970 году продолжил учёбу в Политехническом институте, получив специальность инженера.
В 1985 году был рукоположен в сан иерея и до 1994 года служил в Никорцминдском в Дидубийском храмах, а с 1994 по 1996 годы — в Анчисхатском и Метехском храмах.
15 марта 1996 года был пострижен в монашество, а 17 марта того же года — был хиротонисан в сан епископа. Хиротонию возглавил Патриарх Илия II; в ней также принимал участие архиепископ Пражский Христофор (Пулец).
28 ноября 2000 года был возведён в достоинство архиепископа, а 16 февраля 2008 года — митрополита.
Скончался 16 марта 2015 года после тяжелой болезни.